# Петер Мадсен (футболіст)
Петер Пленч Мадсен (дан. Peter Planch Madsen, нар. 26 квітня 1978, Роскілле, Данія) — данський футболіст, що грав на позиції нападника.
Виступав, зокрема, за клуби «Брондбю» та «Кельн», а також національну збірну Данії.

## Клубна кар'єра
Народився 26 квітня 1978 року в місті Роскілле. Вихованець футбольної школи місцевого одноіменного клубу.
У дорослому футболі дебютував 1997 року виступами за команду клубу «Брондбю», в якій провів шість сезонів, взявши участь у 124 матчах чемпіонату. Більшість часу, проведеного у складі «Брондбю», був основним гравцем атакувальної ланки команди. Протягом цього періоду виграв три чемпіонати та один кубок Данії. У сезоні 2001—2002 став найкращим бомбардиром чемпіонату разом з Каспаром Далгасом.
Згодом з 2003 по 2005 рік грав у складі команд німецьких клубів «Вольфсбург» та «Бохум».
Своєю грою за останню команду привернув увагу представників тренерського штабу клубу «Кельн», до складу якого приєднався 2005 року. Відіграв за кельнський клуб наступні два сезони своєї ігрової кар'єри.
У 2006 році захищав кольори англійського «Саутгемптона».
2007 року повернувся до клубу «Брондбю». Цього разу провів у складі його команди три сезони. 
Завершив професійну ігрову кар'єру у клубі «Люнгбю», за команду якого виступав протягом 2011—2012 років.

## Виступи за збірні
1993 року дебютував у складі юнацької збірної Данії, взяв участь у 10 іграх на юнацькому рівні, відзначившись 2 забитими голами.
Протягом 1997–1999 років залучався до складу молодіжної збірної Данії. На молодіжному рівні зіграв у 25 офіційних матчах, забив 7 голів.
2001 року дебютував в офіційних матчах у складі національної збірної Данії. Протягом кар'єри у національній команді, яка тривала 5 років, провів у формі головної команди країни 13 матчів, забивши 3 голи. Всі три голи були забиті у серпні 2004 року у товариському матчі проти Польщі.
У складі збірної був учасником чемпіонату світу 2002 року в Японії і Південній Кореї, чемпіонату Європи 2004 року у Португалії.

## Титули і досягнення
- Чемпіон Данії (3):

«Брондбю»: 1996-97, 1997-98, 2001-02
- Володар Кубка Данії (1):

«Брондбю»: 1997-98
- Володар Суперкубка Данії (3):

«Брондбю»: 1996, 1997, 2002
- Найкращий бомбардир Чемпіонату Данії (1):

«Брондбю»: 2001-02